# June Lockhart

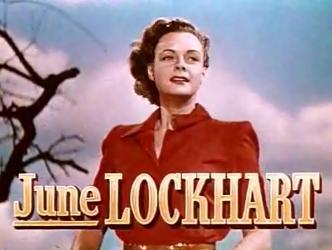
June Lockhart i trailern till Lassies son (1945).

June Lockhart, född 25 juni 1925 i New York, är en amerikansk skådespelare.
Dotter till skådespelarparet Gene Lockhart och Kathleen Lockhart. Hon gjorde scendebut som åttaåring och filmdebut vid tolv års ålder i A Christmas Carol, där hon spelade mot sina föräldrar. Hon hade senare biroller i en rad filmer innan hon blev TV-stjärna i serier såsom Lassie och Lost in Space. Hon har medverkat i 170 filmer och TV-produktioner.
June Lockhart har två stjärnor på Hollywood Walk of Fame, en för film vid 6323 Hollywood Blvd. och en för TV vid 6362 Hollywood Blvd.

## Filmografi i urval
- 1938 – A Christmas Carol
- 1940 – Allt detta och himlen därtill
- 1941 – Adam hade fyra söner
- 1941 – Sergeant York
- 1944 – Vi mötas i St. Louis
- 1945 – Lassies son
- 1945 – Tre musketöser
- 1946 – Du ska' bli min!
- 1947 – Bury Me Dead
- 1956 – Lassie (TV-serie) (1956-1966)
- 1957 – Krigets ansikte
- 1965 – Lost in Space (TV-serie) (1965-1968)
- 1968 – Petticoat Junction (TV-serie)
- 1975 – Who is the Black Dahlia?
- 1984 – General Hospital (TV-serie) (1984-1986)
- 1998 – Lost in Space